# Alois Kraut
Alois Kraut (* 1957 in Klagenfurt) ist ein österreichischer Diplomat.

## Lebenslauf
Alois Kraut besuchte Bundesgymnasium für Slowenen in Klagenfurt, und studierte Rechtswissenschaft an der Universität Salzburg mit Promotion 1983. Nach Gerichtsjahr und Diplomatischer Akademie in Wien trat er 1988 in den diplomatischen Dienst ein. Er wurde als Junior Professional Officer zum Entwicklungshilfebüro der Vereinten Nationen (UNDP) in Kigali (Ruanda) entsandt. Es folgten 1989 Verwendungen am Bundesministerium für auswärtige Angelegenheiten (BMaA) in Wien für Entwicklungshilfe, Rechts- und Konsularsektion, internationale Organisationen, ab 1991 als Attaché für Presse und Kultur an der Botschaft in Mexiko-Stadt (Mexiko). 1993 wurde er stellvertretender Missionschef in Belgrad (Serbien) und dann 1996 in Pretoria (Südafrika). Ab 1999 arbeitete Kraut wieder in Wien, in der Abteilung für Ost- und Südosteuropa und als Leiter des Referats für Transport und Telekommunikation. In dieser Zeit führte er unter anderem die österreichische Delegation bei bilateralen Luftverkehrsverhandlungen.
2007 wurde Kraut zum Botschafter in der Republik Mazedonien in Skopje berufen. Das Land ist seit 2005 EU-Beitrittskandidat und Schwerpunkt der Österreichischen Entwicklungszusammenarbeit (OEZA). Dort war er zuletzt auch Doyen des Diplomatischen Corps. Ab November 2011 wurde Kraut vorübergehend stellvertretender Leiter der Ständigen Vertretung Österreichs bei den Vereinten Nationen in Wien verwendet. Februar 2012 wurde er zum Geschäftsträger ad interim für die Republik Usbekistan mit Botschaftssitz am Außenministerium in Wien bestellt. August 2012 kam auch das Amt als Botschafter für die Republik Armenien dazu, die als in Aufbau befindliche Vertretung ebenfalls noch in Wien angesiedelt ist. Das Kaukasusgebiet wird ein neuer Schwerpunkt der österreichischen Diplomatie.